# Shane Dobbin
Shane Dobbin (* 22. ledna 1980 Palmerston North) je novozélandský rychlobruslař a inline bruslař.
Rychlobruslení se věnuje od roku 2008. Na začátku roku 2009 poprvé startoval ve Světovém poháru i na Mistrovství světa. Zúčastnil se Zimních olympijských her 2010 (5000 m – 17. místo), 2014 (5000 m – 14. místo, 10 000 m – 7. místo) a 2018 (stíhací závod družstev – 4. místo). Na světových šampionátech dosáhl největšího individuálního úspěchu v letech 2011 a 2013, kdy obsadil v závodech na 10 km páté, respektive šesté místo. Na MS 2017 vybojoval s novozélandským týmem stříbrnou medaili ve stíhacím závodě družstev.